# Covarianza incrociata
In probabilità e statistica, dati due processi stocastici {\displaystyle X=(X_{t})} e {\displaystyle Y=(Y_{t})}, la covarianza incrociata o cross-covarianza è una funzione che restituisce la covarianza di ciascun processo con l'altro a coppie di punti temporali. Con l'usuale notazione {\displaystyle E} per l'operatore di valore atteso, se i processi hanno le funzioni di media {\displaystyle \mu _{t}=E[X_{t}]} e {\displaystyle \nu _{t}=E[Y_{t}]}, allora la covarianza incrociata è data da
{\displaystyle C_{XY}(t,s)=cov(X_{t},Y_{s})=E[(X_{t}-\mu _{t})(Y_{s}-\nu _{s})]=E[X_{t}Y_{s}]-\mu _{t}\nu _{s}.\,}
La covarianza incrociata è in relazione con la più comunemente usata correlazione incrociata dei processi in questione.
Nel caso di due vettori casuali {\displaystyle X=(X_{1},X_{2},...,X_{n})} e {\displaystyle Y=(Y_{1},Y_{2},...,Y_{n})}, la covarianza incrociata sarebbe una matrice quadrata n per n {\displaystyle C_{XY}} con elementi {\displaystyle C_{XY}(j,k)=cov(X_{j},Y_{k}).\,} Così, il termine covarianza incrociata è usato allo scopo di distinguere questo concetto dalla "covarianza" di un vettore casuale X, che si intende essere la matrice delle covarianze tra i componenti scalari di X stesso.
In teoria dei segnali, la covarianza incrociata è spesso chiamata correlazione incrociata ed è una misura della similarità di due signali, comunemente usata per trovare le caratteristiche di un segnale non noto comparandolo con uno noto. Si tratta di una funzione del tempo relativo tra i segnali ed ha applicazioni in riconoscimento di pattern e crittoanalisi.

## Statistica
Per vettori casuali X e Y, ciascuno contenente elementi casuali dei quali esistano il valore atteso e la varianza, la matrice delle covarianze incrociate di X e Y è definita da
{\displaystyle \operatorname {cov} (X,Y)=\operatorname {E} [(X-\mu _{X})(Y-\mu _{Y})'],}
dove μX e μY sono vettori contenenti i valori attesi di X e Y. I vettori  X e Y devono non avere la stessa dimensione. Ogni elemento della matrice delle covarianze incrociate è esso stesso una covarianza incrociata.

### Esempio
Per esempio, se X=(X1, X2, X3) e Y=(Y1, Y2) sono vettori casuali, allora
Cov(X, Y) è una matrice 3 x 2 il cui ij-esimo elemento è Cov(Xi, Yj).

## Teoria dei segnali
La covarianza incrociata è rilevante anche in teoria dei segnali dove la covarianza incrociata tra due processi stocastici quasi stazionari può essere stimata mediando il prodotto di campioni misurati da un processo e campioni misurati dall'altro (e i suoi salti temporali). I campioni inclusi nella media possono essere un sottoinsieme arbitrario di tutti i campioni nel segnale (ad esempio , campioni entro una finestra di tempo finito oppure un sotto-campionamento di uno dei segnali). Per un gran numero di campioni, la media converge alla covarianza vera.
La covarianza incrociata può anche riferirsi ad una covarianza incrociata "deterministica" tra due segnali. Ciò consiste nel sommare su tutti gli indici temporali. 
Per esempio, per segnali discreti fi e gi la covarianza incrociata è definita come
{\displaystyle (f\star g)_{i}\ {\stackrel {\mathrm {def} }{=}}\ \sum _{j}f_{j}^{*}\,g_{i+j}}
dove l'asterisco indica si prende il complesso coniugato quando i segnali sono a valori complessi.
Per funzioni continue f (x) e g (x) la covarianza incrociata (deterministica) è definita come
{\displaystyle (f\star g)(x)\ {\stackrel {\mathrm {def} }{=}}\ \int f^{*}(t)g(x+t)\,dt}

### Proprietà
La covarianza incrociata di due segnali è in relazione con la convoluzione nel seguente modo:
{\displaystyle f(t)\star g(t)=f^{*}(-t)*g(t),}